# Collegio di Runcorn and Helsby
Runcorn and Helsby è un collegio elettorale situato nel Cheshire, nel Nord Ovest dell'Inghilterra, e rappresentato alla Camera dei Comuni del Parlamento del Regno Unito. Elegge un membro del Parlamento con il sistema first-past-the-post, ossia maggioritario a turno unico; l'attuale rappresentante è Sarah Pochin del partito Reform UK, eletta con elezioni suppletive nel 2025 dopo che l'ultimo parlamentare eletto, il laburista Mike Amesbury, era stato sospeso dal partito nell'ottobre 2024 per aver colpito un uomo durante una lite. Nel febbraio 2025 Amesbury è stato condannato a dieci settimane di reclusione e nel marzo ha rassegnato le dimissioni per evitare una consultazione per la revoca degli eletti.

## Estensione
Il collegio è costituito dai seguenti ward:
- nel borgo di Cheshire West and Chester: Frodsham, Gowy Rural, Helsby e Sandstone;
- nel borgo di Halton: Beechwood and Heath, Bridgewater, Daresbury, Moore and Sandymoor, Grange, Halton Castle, Halton Lea, Mersey and Weston, Norton North e Norton South and Preston Brook.[3]

Il collegio comprende le seguenti aree:
- Helsby, Frodsham e le parti del borgo di Halton che si trovavano nel collegio di Weaver Vale, soppresso, comprendenti circa metà dell'elettorato;
- la città di Runcorn, in precedenza parte del collegio di Halton, la maggior parte della quale è confluita nel nuovo collegio di Widnes and Halewood
- il ward di Gowy Rural, compreso il villaggio di Elton,  proveniente dal collegio di Ellesmere Port and Neston (abolito e re-istituito come Ellesmere Port and Bromborough)[5]

## Membri del parlamento
| Elezione | Elezione | Deputato      | Partito      |
| -------- | -------- | ------------- | ------------ |
|          | 2024     | Mike Amesbury | Laburista    |
|          | 2024     | Mike Amesbury | Indipendente |
|          | 2025 (S) | Sarah Pochin  | Reform UK    |

## Risultati elettorali

### Elezioni negli anni 2020
La maggioranza di sei voti ottenuta da Reform UK alle elezioni suppletive del 2025 è il risultato più di misura mai verificatosi nella storia del Regno Unito.
| Partito                    | Partito                                        | Candidato                  | Risultati 1 maggio 2025 | Risultati 1 maggio 2025 |
| Partito                    | Partito                                        | Candidato                  | Voti                    | %                       |
| -------------------------- | ---------------------------------------------- | -------------------------- | ----------------------- | ----------------------- |
|                            | Reform UK                                      | Sarah Pochin               | 12 645                  | 38,72                   |
|                            | Laburista                                      | Karen Shore                | 12 639                  | 38,70                   |
|                            | Conservatore                                   | Sean Houlston              | 2 341                   | 7,17                    |
|                            | Verde                                          | Chris Copeman              | 2 314                   | 7,09                    |
|                            | Lib Dem                                        | Paul Duffy                 | 942                     | 2,88                    |
|                            | Liberale                                       | Dan Clarke                 | 454                     | 1,39                    |
|                            | Indipendente                                   | Michael Williams           | 363                     | 1,11                    |
|                            | Indipendente                                   | Alan McKie                 | 269                     | 0,82                    |
|                            | Workers                                        | Peter Ford                 | 164                     | 0,50                    |
|                            | Rejoin EU                                      | John Stevens               | 129                     | 0,40                    |
|                            | Monster Raving Loony                           | Howling Laud Hope          | 128                     | 0,39                    |
|                            | Democratici                                    | Catherine Blaiklock        | 95                      | 0,29                    |
|                            | SDP                                            | Paul Andrew Murphy         | 68                      | 0,21                    |
|                            | Volt                                           | Jason Philip Hughes        | 54                      | 0,17                    |
|                            | English Constitution Party                     | Graham Harry Moore         | 50                      | 0,15                    |
|                            |                                                |                            |                         |                         |
| Iscritti                   | Iscritti                                       | Iscritti                   | 70 682                  | 100,00                  |
| ↳ Votanti (% su iscritti)  | ↳ Votanti (% su iscritti)                      | ↳ Votanti (% su iscritti)  | 32 655                  | 46,20                   |
| ↳ Astenuti (% su iscritti) | ↳ Astenuti (% su iscritti)                     | ↳ Astenuti (% su iscritti) | 38 027                  | 53,80                   |
|                            |                                                |                            |                         |                         |
|                            | Esito: collegio passa da Laburista a Reform UK |                            |                         |                         |

| Partito                    | Partito                                      | Candidato                  | Risultati 4 luglio 2024 | Risultati 4 luglio 2024 |
| Partito                    | Partito                                      | Candidato                  | Voti                    | %                       |
| -------------------------- | -------------------------------------------- | -------------------------- | ----------------------- | ----------------------- |
|                            | Laburista                                    | Mike Amesbury              | 22 358                  | 52,94                   |
|                            | Reform UK                                    | Jason Moorcroft            | 7 662                   | 18,14                   |
|                            | Conservatore                                 | Jade Marsden               | 6 756                   | 16,00                   |
|                            | Verde                                        | Chris Copeman              | 2 715                   | 6,43                    |
|                            | Lib Dem                                      | Chris Rowe                 | 2 149                   | 5,09                    |
|                            | Liberale                                     | Danny Clarke               | 479                     | 1,13                    |
|                            | SDP                                          | Paul Murphy                | 116                     | 0,27                    |
|                            |                                              |                            |                         |                         |
| Iscritti                   | Iscritti                                     | Iscritti                   | 71 955                  | 100,00                  |
| ↳ Votanti (% su iscritti)  | ↳ Votanti (% su iscritti)                    | ↳ Votanti (% su iscritti)  | 42 406                  | 58,93                   |
| ↳ Astenuti (% su iscritti) | ↳ Astenuti (% su iscritti)                   | ↳ Astenuti (% su iscritti) | 29 549                  | 41,07                   |
|                            |                                              |                            |                         |                         |
|                            | Esito: collegio a Laburista (nuovo collegio) |                            |                         |                         |